# 포스코퓨처엠
포스코퓨처엠(영어: POSCO Future M)주식회사는 포스코그룹의 2차 전지 소재 기업이다. 2차 전지 핵심 소재인 양극재와 음극재를 동시에 생산하는 한국 유일 기업이며, 제철 산업의 기반이 되는 내화물 등 산업 기초 소재와 고부가 가치 산업에 활용되는 과산화 수소(이산화 수소, H2O2) 등 첨단 화학 소재를 생산하고 있다.

## 연혁
- 1963.01 삼화화성주식회사 설립
- 1971.05 포항축로 주식회사 설립
- 1973.05 POSCO로 보수 협력업체 지정
- 1974.02 마그네시아 클린커 포항공장 준공
- 1983.09 전자동 부정형공장 준공
- 1983.12 기술연구소설립
- 1987.03 포항로공업 주식회사 상호변경
- 1993.04 거양로공업 주식회사 상호변경
- 1994.12 포철로재 주식회사 상호변경 (삼화화성, 거양로 공업 합병)
- 2001.04 주식회사 포스렉으로 상호변경
- 2001.10 코스닥 상장
- 2003.07 윤리규범 선포 시행
- 2004.07 나누미 봉사단 창단
- 2006.07 안전보건경영시스템(KOSHA 18001) 인증
- 2008.02 포항제철소 석회소성설비 운영
- 2008.11 광양제철소 석회소성설비 운영
- 2010.03 주식회사 포스코켐텍으로 상호변경
- 2010.08 광양제철소 화성공장설비 운영
- 2010.09 음극재 사업부문 인수
- 2010.11 화성 부산물 판매사업 실시
- 2012.12 2010년도 고용 창출 100대 우수기업 선정
- 2011.02 포항제철소 화성공장설비 운영
- 2011.11 2차전지 음극재 생산공장 준공
- 2011.11 품질경영시스템(ISO 9001) 환경경영시스템(ISO 14001) 인증
- 2012.01 인니 생석회사업 자회사 설립
- 2012.10 안전보건경영시스템(OHSAS 18001) 인증
- 2013.02 인니 화성품사업 자회사 설립
- 2013.04 광양제철소내 PMC Tech 착공식
- 2013.07 영구포항무유한공사 설립
- 2014.11 동반성장 성과공유부문 산업통산자원부 장관 표창
- 2015.10 침상코크스 최초 상업 생산
- 2016.07 음극재공장 4호기 준공
- 2017.01 한국에너지공단 인증 '대한민국 에너지 챔피언' 선정
- 2017.06 제9회 대한민국 코스닥대상 '최우수테크노기업상' 수상
- 2018.11 2차전지 음극재 1공장 종합준공 및 2공장 착공
- 2019.03 포스코케미칼로 사명변경
- 2019.04 포스코ESM합병으로 그룹 에너지소재사업 통합
- 2019.05 유가증권 코스피 이전상장
- 2019.07 양극재 광양공장 1단계 준공
- 2019.10 음극재 2공장 1단계 준공
- 2020.04 양극재 광양공장 2단계 준공
- 2020.04 장애인스포츠선수단 창단
- 2020.07 피앤오케미칼 설립(자회사)
- 2021.01 1조 2735억원 유상증자 실시
- 2021.04 창립 50주년
- 2021.11 국내 배터리사 최초 책임광물보고서 발간
- 2021.12 GM과 북미 양극재 합작사 설립계획 공동발표
- 2021.12 인조흑연 음극재 포항공장 준공
- 2022.04 양극재 포항공장 착공
- 2022.05 GM과 합작사 Ultium CAM 출범 및 Ultium Cells에 8조원 규모 양극재 수주
- 2022.07 배터리소재 2035년 탄소중립 로드맵 발표
- 2022.07 GM에 13조원 규모 양극재 수주
- 2022.09 피앤오케미칼 음극재 피치 공장 착공
- 2022.10 피앤오케미칼 과산화수소 공장 준공
- 2022.11 양극재 광양공장 종합 준공 (3·4단계)
- 2023.01 삼성 SDI 40조원 규모 하이니켈 양극재 수주
- 2023.03 포스코퓨처엠으로 사명변경
- 2023.04 LG에너지솔루션 30조원 규모 하이니켈 양극재 수주
- 2025년 1조 1,000억원의 주주배정 후 실권주 일반공모 방식으로 유상증자를 실시[1]

## 주요사업

### [에너지소재 사업]
2차전지의 핵심소재인 양극재와 음극재를 글로벌 시장에 공급하고 있다.

#### <양극재>
양극재는 리튬이온전지에서 리튬 소스 역할을 하며 배터리 용량과 평균 전압을 결정하는 핵심 소재이다. 포스코퓨처엠은 고용량 하이니켈계 단결정 양극재을 개발하여 생산하고 있다.
2023년 국내 배터리 주요 회사(LG에너지 솔루션, 삼성SDI 등)들로부터 총 약 100조 원 가량의 수주를 받아 가파른 성장세를 보이고 있다.
배터리 소재회사로는 최초로 완성차 기업인 GM(제너럴 모터스)과의 합작사인 '얼티엄캠'을 출범하고, 캐나다 퀘벡주의 베캉쿠아 지역에 양극재 공장을 짓고 있으며, 2024년 4월에는 일본의 혼다와 양극재 합작사 MOU를 맺고, 캐나다 온타리오 지역에 양극재 공장을 설립할 예정이라고 밝혔다.

#### <전구체>
양극재를 만들기 전단계의 물질로 여기에 리튬을 더하면 양극재가 완성된다.

#### <음극재>
음극재는 양극에서 나온 리튬을 저장했다가 방출하면서 전기를 발생시키는 소재이다. 포스코퓨처엠은 국내에서 유일하게 흑연계 음극재를 생산하며 글로벌 시장에서 우수한 성능과 품질을 인정받고 있다.

### [내화물 제조 사업]
내화물이란 각종 기간산업의 공업용 로에 사용하는 재료로써 1600℃ 이상의 고온에서도 용융되지 않는 비금속재료의 총칭으로 철강산업과 시멘트, 비철금속, 유리업계 등의 산업에 있어 중요한 공업용 소재이다. 내화물은 그 화학적 분류에 따라 크게 산성·중성·염기성 내화물로 나뉜다. 철광석을 이용하여 철을 만드는 과정은 크게 ‘제선→제강→압연’의 3단계로 나뉘는데, 이 중 염기성 내화물은 ‘제강’ 공정에 주로 사용되며, 산·중성 내화물이 ‘제선’, ‘압연’ 공정에 사용된다. 이 중 포스코퓨처엠은 염기성 내화물을 주력 생산하고 있다
국내 내화물 수요는 포스코를 중심으로 한 철강업계가 시장의 약 70%의 비중을 차지하고 있으며, 대부분의 매출이 최대 수요처인 포스코를 통해 안정적으로 이루어지고 있다.

#### [건설사업]
건설사업부는 포스코의 포항 및 광양제철소의 로재를 주기적으로 정비하는 1) 로재 정비와 2) 내화물 공사 부분으로 다시 나뉘며, 매출의 대부분이 포스코를 통해 이루어진다.

#### [로재정비]
로재정비는 전로, 고로, 코크스로 등 각종 '로재(爐體)'에 대해 주기적 또는 반복적인 수리, 보수 작업이 요구되는 분야이다.
철강을 생산하는 다양한 ‘로’는 일정기간 용융물을 녹히거나 가열하면 용기 내측의 내화물이 침식되기 때문에 내화물이 오랫동안 유지될 수 있도록 꾸준한 정비 및 보수가 필요하다. 전로를 기준으로 예를 들면, 1개 전로에 연간 2회의 전로 정비가 요구되는데, 포스코퓨처엠은 포스코가 운영중인 포항 및 광양제철소 전로 전체에 대해 정비업무를 수행하고 있다.

#### [내화물 공사]
내화물 공사 부분은 제철, 비철금속, 석유화학, 소각로 등 각종 산업로에 설계, 공급, 시공 및 설비집단까지 종합적인 Turnkey Base 서비스를 제공하는 사업이다. 포스코퓨처엠은 1974년부터 자체적인 축로기능 양성기관을 운영하여 축로, 조적, 전기, 금속 등의 분야에 500여명의 전문 인력을 보유하고 있으며, 이를 통해 1,500여건 이상의 국내 최대 시공경험을 보유하고 있다.

#### [생석회 사업]
생석회사업은 생석회(산소와 칼슘의 화합물로 산화칼슘으로 불림)를 생산하는 사업이다. 생석회는 석회석을 1,100℃ 이상의 고온의 열을 가하여 생산하고 있으며, 주로 제강, 건축, 비료, 해양수질 개선 등에 쓰이는 물질로, 포스코퓨처엠에서 생산하는 생석회는 소결광 생산의 결합제 역할을 하는 제선용 생석회와 제강의 불순물 제거를 위한 제강용 생석회를 생산하고 있다.

#### [케미칼 사업]
케미칼사업은 포스코에서 유연탄을 건류하여 코크스 제조과정에서 발생되는 COG 가스를 정제하여 Clean COG를 제철소 열원으로 공급하며, 이 과정에서 화성품(콜타르, 조경유, 유황)을 생산하는 사업이다.

## 계열사
국내
- 포스코MC머티리얼즈

해외
- 포스코퓨처머티리얼즈캐나다
- 장가항포항내화재료유한공사
- PT.KPFM